# 于尔普瓦
于尔普瓦（法語發音：[yʁpwa]）是法国的一个小型传统地区，位于巴黎南部，主要位于埃松省。历史上的首都为杜尔当。 

## 地名

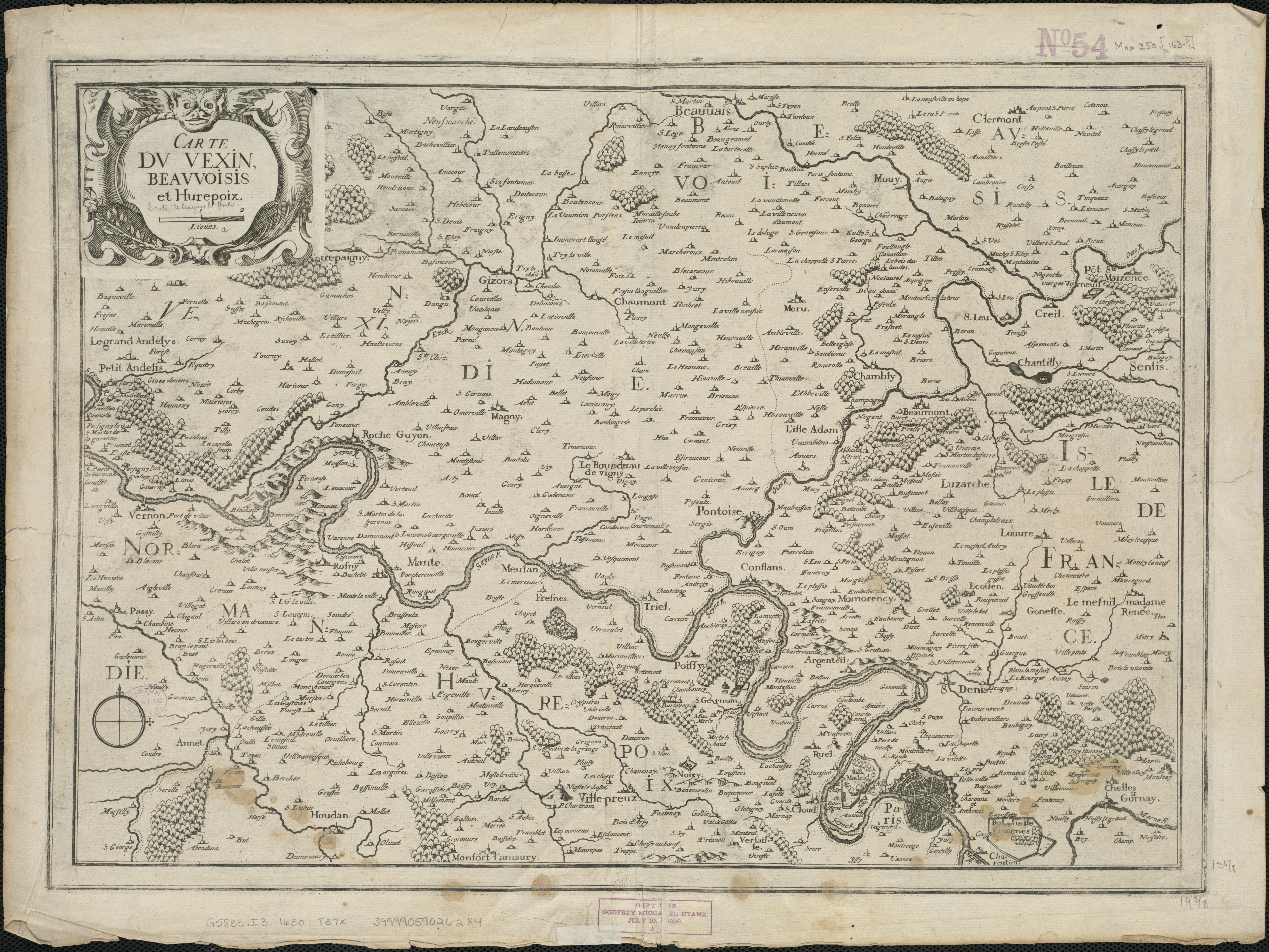
克里斯托夫·尼古拉·塔桑（Christophe Nicolas Tassin）绘制的韦克桑、博韦西（Beauvaisis）与于尔普瓦地图，1634年

“于尔普瓦”（Hurepoix）一名曾以拉丁文“Heripensis”或“Huripensis pagus”形式出现在文献中。 